# Parwinnertzia
Parwinnertzia is een muggengeslacht uit de familie van de galmuggen (Cecidomyiidae).

## Soorten
- P. italiana Mamaev & Zaitzev, 1998
- P. notmani Felt, 1920